# Castelo da Peroxa

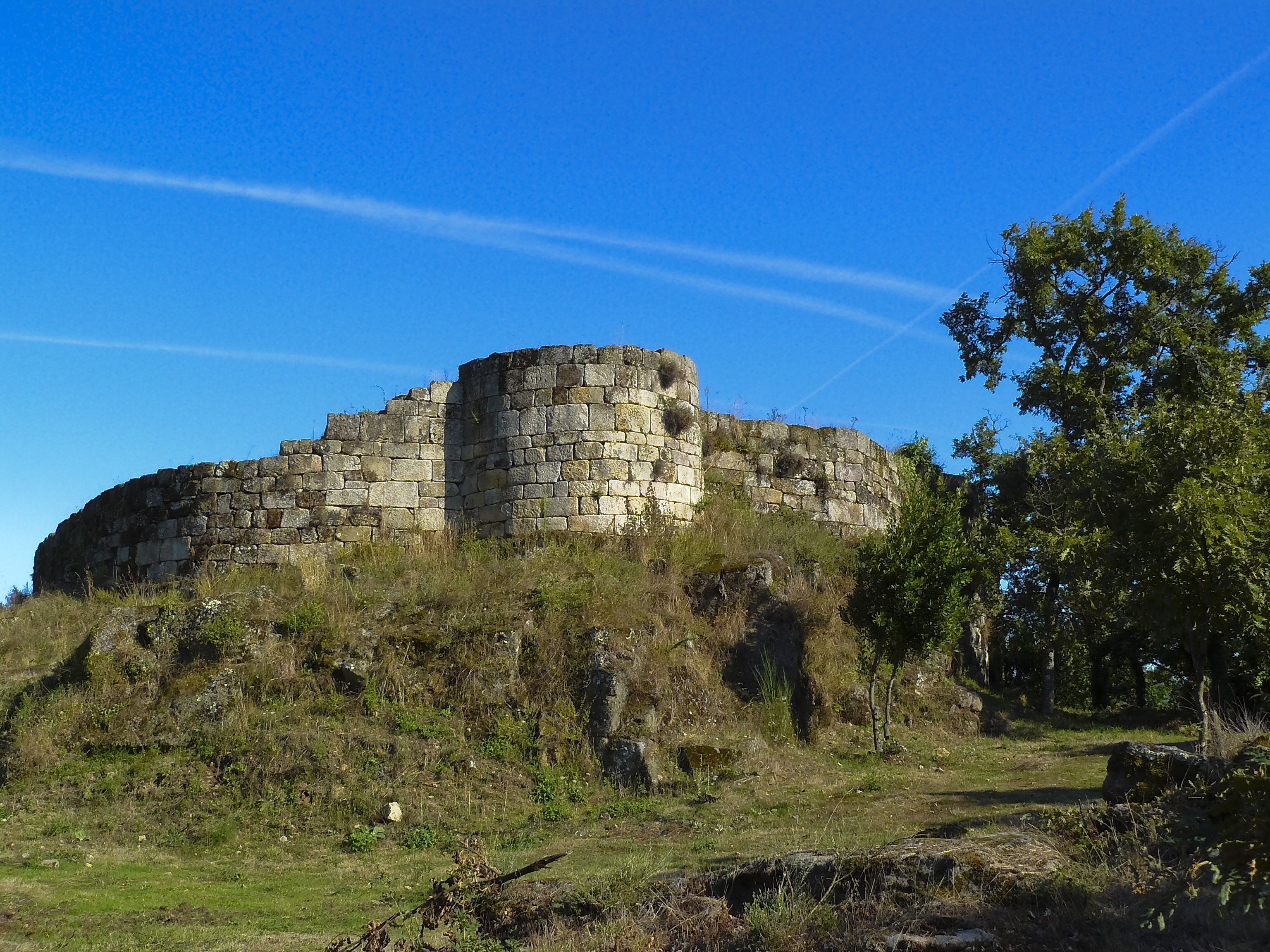
Castelo da Peroxa

O castelo da Peroxa, ou castelo de San Xes da Peroxa, está situado na paróquia de São Xes, no concelho auriense da Peroxa, na Galiza, (Espanha).
Constitui-se em um castelo medieval, erguido numa colina escarpada sobre o vale do arroio Rial, afluente do rio Minho, e que só suaviza a sua pendente no lado que mira a povoação.
Está situado a Sudeste da povoação, no lugar ocupado previamente por um assentamento castrejo. Desde este lugar dominam-se visualmente amplas zonas do vale do Minho.

## História
As origens do castelo são desconhecidas. Porém, alguns autores vinculam a sua construção à linhagem dos Temes para a defesa das suas terras, em 793, durante o reinado de Afonso II das Astúrias.
Conta a lenda que, naqueles dias, Abdelcarim tomou o castelo e desde ele cometeu toda série de abusos entre as gentes da comarca. Veio para o resgate dos cristãos o Apóstolo Santiago, voando sobre seu cavalo, tomando e destruindo o castelo.
A partir do século XIII passou às mãos do Adiantado-Mor da Galiza, cargo que ocupou a partir de 1370 Pedro Ruíz Sarmiento, 1º Senhor de Ribadavia, castelo que foi transmitido aos seus descendentes, os quais, durante o reinado dos Reis Católicos, obtiveram o título de Conde de Ribadavia
Como ocorreu com a maioria dos castelos da Galiza, sofreu no século XV os ataques dos sublevados irmandinhos.
Ao longo do tempo, os habitantes do castelo e da vila foram vassalos dos condes de Ribadavia, dos senhores do Castelo de Maceda, dos do Castelo de Vilamarín e do Mosteiro de Sobrado dos Monxes.
No século XVIII foi desamortizado como tantas outra propriedades senhoriais ou eclesiásticas.
No século XX, por volta de 1920 um particular ficou com a sua propriedade e vendeu a pedra da poderosa torre de menagem e a de boa parte da cerca para a construção da atual igreja paroquial da Peroxa.
Desde tempos antigos celebra-se ao redor do castelo a "Feira da Peroxa" e ainda se conservam nas cercanias ruínas de pequenas construções com restos de telha que serviam de posto para os vendedores.

## Características
Os vestígios da fortificação, toda ela construída em perpianho granítico de boa lavra, foram restaurados e consolidados em época recente, podem pertencer a uma construção do século XIII.
Adaptando-se às irregularidades do terreno, apresenta uma planta poligonal, tendente à elipse, reforçada por quatro torreões semicirculares, dois deles ladeando a porta de acesso que se abre para Nordeste. O torreão situado à esquerda da porta conserva o corpo de guarda, aberto por uma simples seteira. Pelo contrário, do torreão direito apenas se conservam os alicerces.
Assim mesmo, permanece parte do adarve e, num nível inferior, um grande algibe. Também se conservam vestígios dos muros interiores de divisão do recinto.
No centro do conjunto situava-se a torre de menagem, a qual, pelos restos conservados dos alicerces, tratar-se-ia duma sólida construção de uma altura considerável.
No exterior da muralha, encostada a ela, conserva-se uma construção com restos de uma coberta de abóbada de canhão, de função desconhecida.